# Pamela J. Petersová
Pamela J. Petersová (nepřechýleně Pamela J. Peters; * 1970, Shiprock, Nové Mexiko) je americká domorodá multimediální dokumentaristka z národa Navahů. Produkuje filmy a výstavy fotografií se záměrem dekonstruovat stereotypy domorodých Američanů v mainstreamových médiích. Mezi nedávné projekty patří „Legacy of Exiled NDNZ“, inspirovaný filmem Kenta Mackenzieho The Exiles z roku 1961, který zkoumá mezigenerační dopad zákona o přemístění Indiánů z roku 1956 v historickém a současném Los Angeles, a „Real NDNZ Re-Take Hollywood“, který znovu vytváří ikonické portréty filmových hvězd z dob klasické hollywoodské kinematografie se současnými indiánskými herci.

## Životopis
Petersová se narodila klanu Tachiiʼnii (Red Running into the Water, klan její matky) a narodila se pro klan Tiʼaashcíʼí (Lidé červeného dna, klan jejího otce).  Přestěhovala se do Los Angeles z rezervace, když jí bylo 17 let. Nakonec imatrikulovala na UCLA, kde v roce 2011 absolvovala bakalářský titul v oboru indiánská studia a filmová a televizní studia Vystupovala a vystavovala v řadě akademických a kulturních institucí a její fotografie byly hojně publikovány. Její báseň „My Once Life“ zvítězila v roce 2016 v soutěži Button Poetry Video Contest. Některé práce autorky byly uvedeny v únorovém/březnovém vydání „Cowboys and Indians“ spolu s rozhovorem s Tommym Orangeem.